# Nicola Benedetti (violinista)
Nicola Benedetti (West Kilbride, 20 luglio 1987) è una violinista britannica.

## Biografia
Nata nel 1987 a West Kilbride (nell'Ayrshire Settentrionale, Scozia) da padre italiano (di Barga, in provincia di Lucca) e madre italo-scozzese di Udine, comincia a suonare il violino all'età di quattro anni. A otto anni è già la spalla della National Children's Orchestra of Great Britain. A nove anni ha già superato gli esami degli otto livelli dell'ABRSM mentre frequenta la Wellington School di Ayr. Nel settembre 1997 si trasferisce nel Surrey, in Inghilterra, per proseguire gli studi violinistici sotto la guida di Natalya Boyarskaya, presso la prestigiosa Yehudi Menuhin School.
Già alla fine del primo anno compare durante il tradizionale concerto della Menuhin School, presso la Wigmore Hall di Londra. Successivamente si esibisce a Londra e a Parigi a fianco della compagna di studi Alina Ibragimova nel Concerto per due violini di Johann Sebastian Bach. Nel 1999 suona presso l'Abbazia di Westminster nel corso di un evento in memoria di Yehudi Menuhin, da poco scomparso.
Sempre nel 1999 si esibisce assieme alla National Youth Orchestra of Scotland a Holyrood Palace, in presenza del Principe Edoardo, davanti al quale suona nuovamente nel 2001 a St. James's Palace, a fianco dei London Mozart Players. Nel corso del biennio successivo suona come solista con numerose orchestre, tra cui la Royal Philharmonic Orchestra.
Nell'agosto 2002 vince la United Kingdom's Brilliant Prodigy Competition, e grazie a questo acquista notevole popolarità in tutto il Regno Unito. Poco dopo lascia la Yehudi Menuhin School, ma continua a perfezionarsi privatamente sotto la guida di Maciej Rakowski, già spalla dell'English Chamber Orchestra e Pavel Vernikov.
Nella primavera del 2003, su invito della London Symphony Orchestra, partecipa alla registrazione del DVD Barbie of Swan Lake. A ottobre dello stesso anno viene filmato il cortometraggio Playing with Passion da cui la BBC realizza un documentario sulla Benedetti andato in onda nel 2004.
Sempre nel 2004, a soli 16 anni, trionfa al concorso BBC Young Musician of the Year, eseguendo in finale il Concerto n. 1 di Szymanowski alla Usher Hall di Edimburgo con la BBC Scottish Symphony Orchestra. Alla fine di quell'anno ottiene un contratto discografico per la Deutsche Grammophon/Universal Music Group.
Nel 2005 esce infatti il suo primo album, Szymanowski: Violin Concerto No. 1, a cui seguono nel 2006 Mendelssohn: Violin Concerto e nel 2007 Vaughan Williams and Tavener.
Il 27 novembre 2007 viene insignita della laurea honoris causa in Lettere dalla Glasgow Caledonian University, ed è una tra le persone più giovani ad aver ottenuto tale riconoscimento.
Nel 2009 firma un'esclusiva con Decca ed esce il suo quarto album, Fantasie. Sempre nello stesso anno la Benedetti fonda un trio insieme al pianista ucraino Alexei Grynyuk e al violoncellista tedesco Leonard Elschenbroich (per diversi anni anche suo partner sentimentale).
Nel 2010 pubblica il suo quinto album Tchaikovsky and Bruch: Violin Concertos. Come il precedente, è stato distribuito da Decca.
Nel 2011 esce il suo sesto album, Italia con musiche di Vivaldi, Tartini e Veracini. Il 23 novembre di quell'anno riceve un'altra laurea honoris causa dall'Università di Edimburgo. Nello stesso anno esegue En Aranjuez con Tu Amor con Andrea Bocelli nel concerto a Central Park.
Nel 2012 viene pubblicato il suo settimo album, The Silver Violin che raggiunge la 32ª posizione nella Official Albums Chart. Nel settembre dello stesso anno si esibisce durante la Last Night of the Proms, trasmessa in diretta dalla BBC e seguita da milioni di telespettatori di tutto il mondo.
Il 1º gennaio 2013, durante i tradizionali auguri della regina Elisabetta II, viene insignita dell'Ordine dell'Impero Britannico in virtù dei suoi meriti artistici e del suo impegno nel sociale.
A luglio 2014 esce il suo nono album, Homecoming - A Scottish Fantasy, che si piazza in 19ª posizione nella Official Albums Chart. Segue nel 2016 il decimo album, con i concerti di Shostakovich e Glazunov.
Nel 2020 vince un Grammy Award (Best Classical Instrumental Solo).

### Strumenti
Nicola Benedetti suona lo Stradivari Gariel (1717), in prestito da Jonathan Moulds. In precedenza ha suonato lo Stradivari Earl Spencer (1712).

## Discografia
- 2005 – Szymanowski, Chausson, Saint-Saëns - Daniel Harding/London Symphony Orchestra (Deutsche Grammophon)
- 2006 – Mendelssohn, MacMillan, Mozart - James MacMillan/Academy of St. Martin in the Fields (Deutsche Grammophon)
- 2007 – Vaughan Williams, Tavener - Andrew Litton/London Philharmonic Orchestra (Deutsche Grammophon)
- 2009 – Fantasie (Decca)
- 2010 – Tchaikovsky, Bruch: Violin Concertos - Jakub Hrusa/Czech Philharmonic Orchestra (Decca)
- 2011 – Italia - Christian Curnyn/Scottish Chamber Orchestra (Decca)
- 2012 – The Silver Violin (Decca)
- 2013 – The Violin (Decca)
- 2014 – Homecoming: A Scottish Fantasy - Rory MacDonald/BBC Scottish Symphony Orchestra (Decca)
- 2016 – Shostakovich, Glazunov: Violin Concertos - Kirill Karabits/Bournemouth Symphony Orchestra (Decca)
- 2020 – Elgar: Violin Concerto, Sospiri, Salut d'amour, Chanson de nuit - Vladimir Jurowski/London Philharmonic Orchestra (Decca)
- 2021 – Baroque (Decca)